# Bilad al-Sham (histórico)
El Bilad Al-Sham (en árabe: بِلَاد الشَّام‎, romanizado: Bilād ash-Shām, lit. 'Tierras a la izquierda (septentrionales)' se refiere al «País de Sham») fue una provincia del Califato Rashidun, el Califato Omeya, el Califato abasí y el Califato fatimí ubicada en las actuales Siria, Líbano, Israel, Palestina y Jordania aproximadamente. El Califato conquistó los antiguos territorios bizantinos de la Diócesis de Oriente, organizados poco después de la conquista musulmana del Levante a mediados del siglo VII, que se completó tras la decisiva batalla de Yarmuk. Aunque la provincia desapareció con el Califato, el nombre dado, Bilad Al-Sham, ha trascendido a lo largo de los siglos y hoy la región se sigue denominando así: País del Sham.
Esta región geográfica también se conoce como Levante mediterráneo o simplemente como Siria, nombre que hoy en día se restringe al país, la República Árabe Siria, o simplemente Siria, no obstante posterior a la colonización europea, hacia referencia a toda la región. La región levantina cuenta con numerosos lazos culturales entre ellos como el árabe levantino o la gastronomía siria o la palestina, ya que fue una única unidad política durante siglos. En tiempos más recientes se ha recuperado la denominación de Bilad Al-Sham que es como era nombrado hasta el fin del Imperio Otomano.

## Historia
El nombre dado al Levante por los conquistadores árabes fue a'š-Šām (en árabe: الشام, posiblemente «El Norte»).

### Dinastía omeya
La población de la región no se volvió predominantemente musulmana y árabe en identidad hasta casi un milenio después de la conquista. Tras la conquista musulmana, Muawiya ibn Abi Sufyán (602-680 d. C.) de la dinastía omeya (Banu Umáyyah) gobernó la región siria durante veinte años y desarrolló la provincia como base en la que asentar el poder de su dinastía. Confiando en el apoyo militar sirio, Muawiya emergió como el vencedor en la Primera Fitna (656-661) y estableció el Califato omeya (661). Durante esta época omeya, al-Sham se dividió en cinco distritos o distritos militares:
- Yund al-Urdunn (árabe: جند الأردن   Distrito Militar del Jordán);
- Yund Dimashq (árabe: جند دمشق   Distrito Militar de Damasco);
- Yund Hims (árabe: جند حمص   Distrito militar de Homs);
- Yund Filasṭīn (árabe: جُـنْـد فِـلَـسْـطِـيْـن   Distrito militar de Palestina) y
- Yund Qinnasrīn (en árabe: جُـنْـد قِـنَّـسْـرِيْـن   Distrito militar de Qinnasrin).

Bajo los omeyas, la ciudad de Damasco fue la capital del Califato islámico y Siria formó la provincia «metropolitana» del Califato; del mismo modo, el ejército sirio de élite, el Ahl ash-Shâm (en árabe: أَهْـل الـشَّـام), formó el pilar principal del régimen de los omeyas.

### Dinastía abasí
Siria perdió relevancia bajo el califato abasí, que sucedió a los omeyas en 750. Los abasíes trasladaron la capital primero a Kufa y luego a Bagdad y Samarra, todos en el actual Irak, que en consecuencia se convirtió en la nueva provincia más importante del califato. Los sirios, principalmente árabes, fueron marginados por las fuerzas iraníes y turcas que se alzaron al poder bajo los abasíes, una tendencia que también se expresó a nivel cultural. Bajo Harún al-Rashid (r. 786–809) las partes del norte de la provincia se separaron para formar un nuevo yund, llamado al-ʿAwāṣim (árabe: اَلْـعَـوَاصِـم) que sirvió como una línea de defensa (marca) contra los ataques bizantinos, detrás de la zona fronteriza real del Thughur. 

### Tuluníes y partición de Siria en dos
Desde 878 hasta 905, Siria quedó bajo el control efectivo de los tuluníes de Egipto, pero el control abásida se restableció poco después. Duró hasta la década de 940, cuando la provincia se dividió entre el emirato hamdánida de Alepo en el norte y el sur controlado por la dinastía ijshidí desde Egipto. En la década de 960, el Imperio Bizantino bajo Nicéforo II Focas conquistó gran parte del norte de Siria y Alepo se convirtió en un afluente bizantino, mientras que las provincias del sur pasaron al Califato Fatimí tras su llegada al poder en Egipto en el 969. La división de Siria en partes norte y sur persistiría, a pesar de los cambios políticos, hasta la conquista de los mamelucos a finales del siglo XIII.